# Aeródromo de Casa Madero
El Aeródromo de Casa Madero, Aeródromo San Lorenzo o Aeródromo de Hacienda San Lorenzo (Código OACI: MM37 – Código DGAC: PAS) es un pequeño aeropuerto privado ubicado al noroeste de Parras de la Fuente, Coahuila, en la Hacienda San Lorenzo y es operado por la empresa Posada Grande S.A. dueña de la vinícola "Casa Madero". Cuenta con una pista de aterrizaje de 2,060 metros de largo y 18 metros de ancho, una plataforma de aviación de 5,420 metros cuadrados y un hangar. Actualmente solo se usa con propósitos de aviación general.